# Ukraine International 2021
Die Ukraine International 2021 im Badminton fanden vom 7. bis zum 10. September 2021 in Charkiw statt.

## Sieger und Platzierte
| Disziplin    | Gold                           | Silber                                         | Bronze                                     |
| ------------ | ------------------------------ | ---------------------------------------------- | ------------------------------------------ |
| Herreneinzel | Priyanshu Rajawat              | Sathish Kumar Karunakaran                      | Meiraba Luwang Maisnam                     |
| Herreneinzel | Priyanshu Rajawat              | Sathish Kumar Karunakaran                      | Ong Ken Yon                                |
| Dameneinzel  | Polina Buhrova                 | Dounia Pelupessy                               | Maryja Stoljarenko                         |
| Dameneinzel  | Polina Buhrova                 | Dounia Pelupessy                               | Aadya Variyath                             |
| Herrendoppel | Junaidi Arif Muhammad Haikal   | Ishaan Bhatnagar Sai Pratheek K. Krishnaprasad | Loo Bing Kun Lwi Sheng Hao                 |
| Herrendoppel | Junaidi Arif Muhammad Haikal   | Ishaan Bhatnagar Sai Pratheek K. Krishnaprasad | P. S. Ravikrishna Sankar Prasad Udayakumar |
| Damendoppel  | Stine Küspert Emma Moszczynski | Maryja Stoljarenko Yelyzaveta Zharka           | Low Yeen Yuan Valeree Siow                 |
| Damendoppel  | Stine Küspert Emma Moszczynski | Maryja Stoljarenko Yelyzaveta Zharka           | Kati-Kreet Marran Helina Rüütel            |
| Mixed        | Yap Roy King Valeree Siow      | Johannes Pistorius Emma Moszczynski            | Danylo Bosniuk Yevgeniya Paksyutova        |
| Mixed        | Yap Roy King Valeree Siow      | Johannes Pistorius Emma Moszczynski            | Malik Bourakkadi Annabella Jäger           |